# Sant Joan de Bossols
Sant Joan de Bossols, de Baussols o de Mussols, és una capella i antic santuari dalt d'una penya al municipi d'Albanyà protegit com a bé cultural d'interès local. És al nord-oest del nucli urbà d'Albanyà, al bell mig de les serres de Mussols i Corsavell, a la banda de llevant del puig de Mussols, en un terraplè escarpat. La imatge gòtica de la Mare de Déu de la Paloma, que es portà a Lliurona, és originària d'aquí.
Antigament pertanyia a l'extingit municipi de Bassegoda, pertanyent a la comarca de la Garrotxa.

## Arquitectura

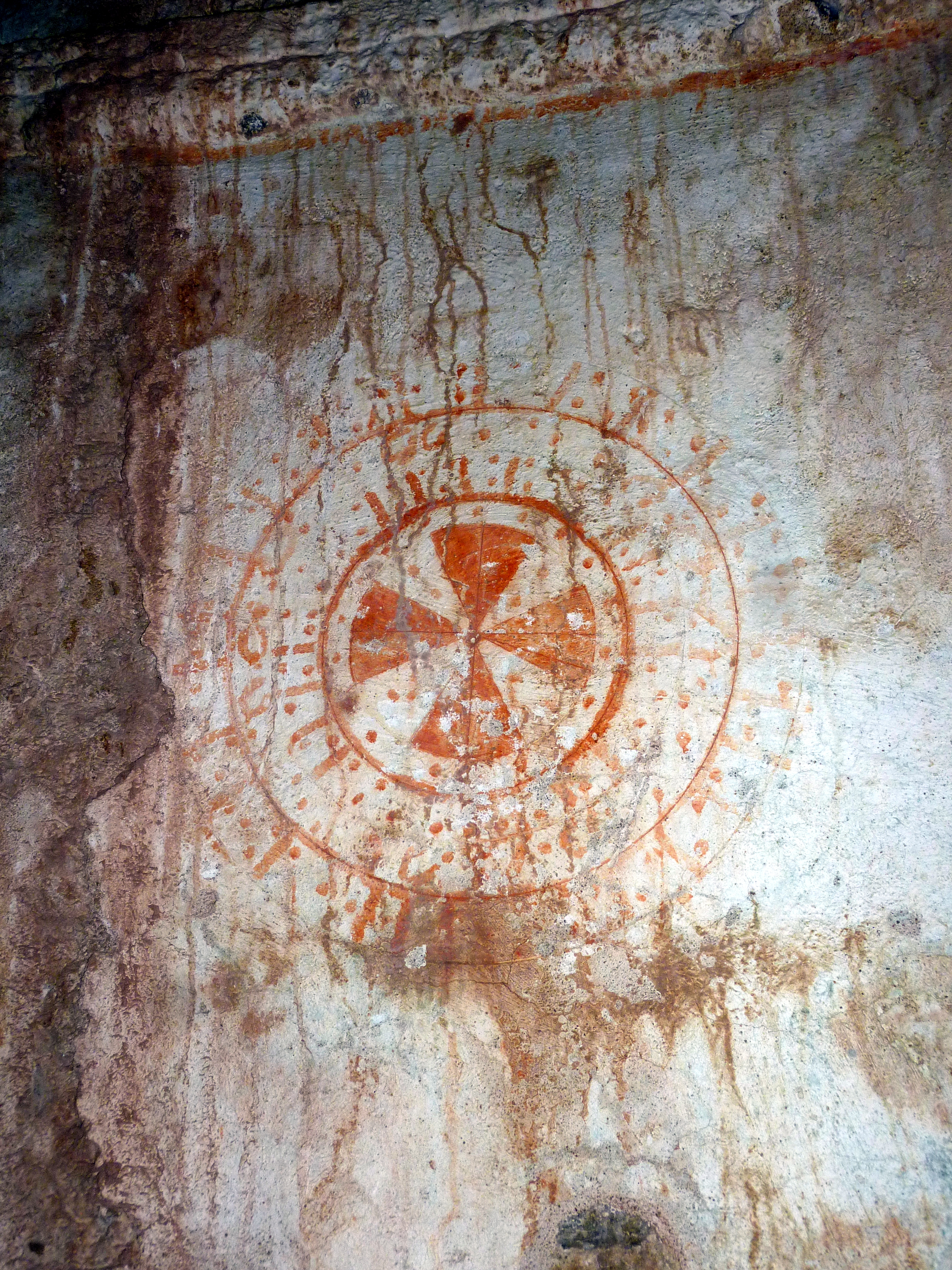
Detall d'un motiu pictòric a l'interior de l'església

Església d'una sola nau de planta rectangular amb absis semicircular capçat a llevant. La nau està coberta per una volta apuntada mentre que a l'absis és de quart d'esfera. Aquest espai s'obre a la nau mitjançant un arc triomfal de mig punt. Les dues voltes recolzen damunt d'una cornisa motllurada que ressegueix els murs laterals de la nau i la conca absidal. La il·luminació del temple es fa mitjançant dues finestres de doble esqueixada i arcs de mig punt, una situada a l'absis i l'altra al mur de migdia de la nau. En els paraments interiors, damunt del revestiment arrebossat, hi ha restes de pintures murals de color vermell. El paviment interior és la mateixa roca de la zona, adaptada per a circular-hi. L'accés principal es fa per ponent mitjançant un portal de mig punt adovellat que ha perdut bona part de les dovelles originals. Una motllura a manera de guardapols recorre la part superior de l'obertura. Damunt seu hi ha una finestra rectangular a manera d'espitllera i la façana està rematada per un campanar de cadireta d'una sola obertura del que es conserven les dues pilastres.
La construcció és bastida en pedra desbastada i sense treballar de mida mitjana, lligada amb morter i amb carreus desbastats a les cantonades. Adossat a la façana de migdia hi ha les restes d'una gran edificació rectangular dividida en dues estances, que estava comunicada amb l'interior del temple.

## Història
El primer testimoniatge que es coneix és de l'any 1413, en el qual el vicari general del bisbat de Girona, Pere Garriat, feia publicar indulgències per tal d'adquirir ornaments litúrgics per a aquesta capella de "santa Maria" (posteriorment dedicada a sant Joan), recentment construïda al cim de la muntanya, anomenada llavors "Puig de Bauçolls". Per la seva situació al capdamunt d'un cingle, la gent s'hi referia com a Mare de Déu dels Corbs. El santuari fou habitat fins a l'any 1915, "però els llamps feren desallotjar l'ermità", així mateix "havent-hi caigut alguns llamps, foren llançats al foc els pocs mobles de la capella i estada de l'ermità".